# HSG Würm-Mitte
Die HSG Würm Mitte ist ein oberbayerischer Handballverein aus dem Landkreis München, der aus dem Zusammenschluss der Handballabteilungen des TSV Gräfelfing und des DJK Würmtal entstand.

## Geschichte
Die Handballabteilung des TSV Gräfelfing wurde 1931 gegründet und war bis 1986 eine erfolgreiche Abteilung des TSVG. Größter Erfolg der TSV-Handballer war die Oberbayerische Meisterschaft und der damit verbundene Aufstieg in die damals viertklassige Handball Landesliga. Von 1986 bis 2022 war der TSV Gräfelfing in einer Spielgemeinschaft mit dem TV Planegg-Krailling und dem DJK Würmtal als „HSG Würm-Mitte“ organisiert. 2003 ist der DJK Würmtal aus der SG ausgestiegen. Seit 2022 besteht wieder die Spielgemeinschaft aus den Hauptvereinen des TSV Gräfelfing und dem DJK Würmtal. Der Name wurde um die Zahl 22 ergänzt und lautet nun „HSG Würm-Mitte 22“.

## Handball
Die HSG nimmt mit zwei Herrenmannschaften, einem Damenteam und zwölf Nachwuchsmannschaften am Spielbetrieb des Bayerischen Handballverbandes (BHV) teil. Das Frauenteam der HSG Würm-Mitte spielte 2022/23 in der 3. Liga, die Männer in der Bezirksoberliga (Alpenvorland) und die weibliche A-Jugend in der Jugend-Bundesliga 2022/23. Im Jahr 2024 stieg die Frauenmannschaft in die Regionalliga ab. Aufgrund des Abgangs von mehreren Spielerinnen, entschloss die Vereinsführung für die Saison 2024/25 eine Frauenmannschaft in der Oberliga zu melden.

### Erfolge
| Frauen - Aufstieg in die 3. Liga 2018, 2020 - Bayerischer Meister 2018, 2020 - Aufstieg in die Bayernliga 2016 - Bayerischer Pokalfinalist 2018 - Südbayerischer Landesligameister 2016 | Männer - Aufstieg in die Bayernliga (4. Liga) 2018 - Südbayerischer Landesligameister 2018 - Alpenvorland-Meister 2012 |

| A-Jugend (weiblich) - Bundesligist 2020/21, 2021/22, 2022/23 | A-Jugend (männlich) - Bundesligist 2013/14 |

### Spielerpersönlichkeiten
| - Carolin Hübner - Belen Gettwart - Jana Epple | - Paula Reips - Magdalena Frey - Katharina Krecken |